# Tiroloscia montana
Tiroloscia montana är en kräftdjursart som beskrevs av Stefano Taiti och Franco Ferrara 1996. Tiroloscia montana ingår i släktet Tiroloscia och familjen Philosciidae. Inga underarter finns listade i Catalogue of Life.